# Espírito Santo Financial Group
O Espírito Santo Financial Group, SA (ESFG) foi uma holding portuguesa com sede em Luxemburgo, pertencente ao Grupo Espírito Santo (GES).
O EFSG foi fundada em 1984 e representava os interesses do grupo português Espírito Santo (GES), que tinha um investimento maior em Portugal e na Europa, Brasil, Angola e outros países. A empresa esteve listada na NYSE Euronext e também na London Stock Exchange. Através de suas subsidiárias, a ESFG fornecia serviços bancários centradas dentro do Banco Espirito Santo. Estes eram serviços de seguros em geral com a empresa Tranquilidade e serviços de saúde com a BES Saúde.
Além do Banco Espírito Santo em Portugal, Açores e Madeira estvam disponíveis em Luanda, com o Banco Espírito Santo Angola, bem como filiais ou escritórios em São Paulo, Praia, Madrid, Londres, Paris, Varsóvia, Lausanne, Macau, Cidade do Panamá, Dubai, Miami, New York e as Ilhas Cayman.

## Insolvência
18 de julho de 2014 o Grupo Espírito Santo entregou em Luxemburgo o pedido de gestão controlada, quer dizer a ESFG esta bancarrota. Em 21 de julho de 2014 a Euronext Lisboa decidiu excluir o ESFG do PSI-20, que é o principal índice da bolsa de valores portuguesa. Em 25 de julho de 2014, a ESFG também pediu protecção contra credores.